# エデル・ジョフレ
エデル・ジョフレ（Eder Jofre、1936年3月26日 - 2022年10月2日）は、ブラジルのプロボクサー。サンパウロ州サンパウロ市出身。元NBA（現:WBA）・WBC世界バンタム級統一王者。元WBC世界フェザー級王者。世界2階級制覇王者。「ガロ・デ・オーロ（黄金のバンタム）」の異名を持つ。

## 来歴
サンパウロ州サンパウロ市生まれ。父・アリスティデス、およびその兄弟もボクサーという格闘技一家に生まれる。ボクシングジムを経営していた父から手ほどきを受け、アマチュアで活躍。メルボルンオリンピックの代表となり、準々決勝で敗退はしたものの、アマ通算戦績は150戦148勝2敗という驚異的レコードを残した。
1957年、プロ入り。いきなり5連続KO勝利を飾るなど、連戦連勝を続けていく。1959年にはフィリピンの強豪レオ・エスピノサ、ダニー・キッドを判定に、翌1960年には“ロープ際の魔術師”ジョー・メデルを10回KOに下す。そして1960年11月18日、世界王者ジョー・ベセラの引退で空位となっていたNBA世界王座をメキシコの強豪エロイ・サンチェスと争い、6回KO勝ちでNBA世界バンタム級王者となる。この時点でのプロ通算戦績は38戦35勝（25KO）無敗3引分け。
その後は間にノンタイトル戦を挟みながら8度の王座防衛を、いずれもKO勝利で達成。その中には、EBU・BBBofC認定世界バンタム級王者ジョニー・コードウェルとの統一戦で10回KO勝ちした試合、日本のホープで「メガトンパンチ」の異名を取った青木勝利を全く問題にせず、ボディへの左フックで3回KOに下した試合、ジョー・メデルを6回KOで返り討ちにした試合、技巧派ベルナルド・カラバロを7回KOに下した試合も含まれる。ノンタイトル戦でも、矢尾板貞雄のアウトボクシングに苦戦し、9回までポイントをリードされるものの、10回に逆転KO勝ちした試合など名勝負が多い。
1965年5月18日、9度目の防衛戦で日本へ遠征し、その相手に元フライ級世界王者ファイティング原田を迎える。エデル圧倒的有利の予想で始まったこの試合は、原田が無尽蔵のスタミナと驚異的な回転速度の連打でジョフレを苦しめ、4回にはKO寸前まで追い込む波乱の展開となった。しかし、エデルは5回に得意の強打で逆に原田をグロッギーに陥れるなど、ボクシング史に残る死闘となったこの試合は、僅差の判定で原田に軍配が上がった。
リターン・マッチでも原田に敗れ、一度は引退するが復帰、階級をフェザーに上げ、1973年、37歳にしてWBC世界王者ホセ・レグラに挑戦、一度はレグラのボディブローでダウンを喫したものの、その後はレグラを圧倒、2-0の判定でWBC世界フェザー級王座を奪取、二階級制覇を達成した。
1973年10月21日、その王座の初防衛戦ではかつての名チャンピオン、7歳年下のビセンテ・サルディバルをボディブローでKO、変わらぬ怪物ぶりを見せつけたが、その後の防衛戦を行わないまま、翌1974年6月、WBCから王座をはく奪された。その後、1976年2月に40歳を目前に再起し、6連勝したものの、トレーナーでもあった父親の死もあり、1976年10月8日、オクタビオ・ファモソ・ゴメス（メキシコ）との対戦（12回判定勝ち）を最後に引退した。なお、ジョフレに土を付けたボクサーは原田ただ一人である。
2022年10月2日、肺炎による合併症のためブラジル・サンパウロにおいて死去した。86歳没。

## エピソード
- 人格者でもあった。原田にタイトルを奪われた試合は、上述の通りクロス・ゲームであったが、試合後には笑顔で原田を担ぎ上げていた。
- 菜食主義者だったという。

## スタイル
身長は決して高くなかったが筋骨隆々の肉体で、ガードを高く上げるいわゆるピーカブー・スタイルをとった。序盤は巧みな防御で敵の攻撃を防ぎつつ、攻撃のパターンを読み切った時点で反撃に移り、そのフォロー・スルー（打ち抜き効果）の効いた破壊的な強打でマットに沈めた。

## 通算戦績
75戦69勝（48KO）2敗4引分け

## エデル・ジョフレに関連した書籍・番組
- 「黄金のバンタム」を破った男　（百田尚樹著） ISBN 978-4569679167
- スティーブン・キング原作のドラマ11/22/63において、1960年にタイムトラベルした主人公が事前に知っていたジョフレ対サンチェス戦の試合結果を的中させ、賭博で金を工面する一幕がある。